# Marie-Gabrielle av Luxemburg
Marie-Gabrielle av Luxemburg (Marie Gabrielle Aldegunde Wilhelmine Louise), född 2 augusti 1925 på Bergs slott i Colmar-Berg, död 9 februari 2023, var en luxemburgsk prinsessa. Hon var dotter till Felix av Bourbon-Parma och Charlotte, storhertiginna av Luxemburg. 
Hon gifte sig 6 november 1951 med Knud Johan Ludvig, Lensgreve Holstein til Ledreborg. Paret fick sju döttrar.